# Renzo Nostini
Renzo Nostini   (Roma, 27 de maig de 1914 - Roma, 30 de setembre de 2005) fou un tirador d'esgrima italià, especialista en sabre i floret, que va competir entre les dècades de 1930 i 1950. Era el germà del també tirador d'esgrima Giuliano Nostini.
El 1948 va prendre part en els Jocs Olímpics d'Estiu de Londres, on va guanyar la medalla de plata en les proves de floret per equips i sabre per equips del programa d'esgrima. Quatre anys més tard, als Jocs de Hèlsinki, tornà a guanyar la medalla de plata en les proves de floret i sabre per equips.
En el seu palmarès també destaquen quinze medalles al Campionat del món d'esgrima, set d'or, set de plata i una de bronze, entre el 1937 i el 1955.
Entre 1961 i 1993 fou president de la Federació Italiana d'Esgrima. També fou vicepresident del Comitè Olímpic Italià entre 1967 i 1973 i entre 1989 i 1993.